# 3-я улица Бебеля
Третья улица Бебеля расположена в Северном административном округе города Москвы на территории Савёловского района.

## Происхождение названия
До революции носила название Церковный переулок. В 1922 году переименована в честь Августа Бебеля (1840—1913) — деятеля германского и международного рабочего движения, социал-демократа, одного из основателей СДПГ.

## Расположение
3-я улица Бебеля представляет собой тупик, отходящий на север от 2-й Квесисской улицы. На улице один дом — № 34.

## Транспорт

### Наземный общественный транспорт
По 3-й улице Бебеля общественный транспорт не ходит. Ближайшие остановки:
- «Башиловская улица - Городская больница № 24» автобусов 72, 82, 84, 384 — на Башиловской улице.
- «Бутырский рынок» автобусов 72, 82, 84, 384 — на Башиловской улице.
- «Бутырский рынок» автобусов 72, 82, 84, 384, т29, 692 — на 2-й Квесисской улице.

### Метро
- Станции метро «Савёловская» Серпуховско-Тимирязевской линии и «Савёловская» Большой кольцевой линии — на пересечении Сущёвского вала и Бутырской улицы примерно в 800 м к востоку от улицы.
- Станции метро «Динамо» Замоскворецкой линии и «Петровский парк» Большой кольцевой линии — у Ленинградского проспекта примерно в 1180 м к юго-западу от улицы.

### Железнодорожный транспорт
- Савёловский вокзал — на пересечении Сущёвского вала и Бутырской улицы примерно в 800 м к востоку от улицы.
- Платформа «Савёловская» Алексеевской соединительной ветви Московской железной дороги — восточнее улицы, на площади Савёловского Вокзала.